# Alabama State Route 60
Die Alabama State Route 60 (kurz AL 60) ist eine in Nord-Süd-Richtung verlaufende State Route im US-Bundesstaat Alabama.
Die State Route beginnt an der Alabama State Route 14 nahe Wedgeworth und endet nahe Havana an der Alabama State Route 69. Die Straße führt durch das ländliche Gebiet des Black Belts von Alabama. Zwischen den beiden Enden trifft der zweispurige Highway auf keine weiteren State Routes.